# Poltys turriger
Poltys turriger är en spindelart som beskrevs av Simon 1897. Poltys turriger ingår i släktet Poltys och familjen hjulspindlar.
Artens utbredningsområde är Vietnam. Inga underarter finns listade i Catalogue of Life.